# Çiftlikköyü, Silopi
Çiftlikköyü là một xã thuộc huyện Silopi, tỉnh Şırnak, Thổ Nhĩ Kỳ. Dân số thời điểm năm 2011 là 2.523 người.